# Грабіжники в діапазоні
«Грабіжники в діапазоні» (англ. Robbers of the Range) — американський вестерн режисера Едварда Кіллі 1941 року.

## Сюжет
Щоб отримати землю для нової залізниці, Ранкін обдурив господаря ранчо Джима Драммонда і звинуватив його у вбивстві.

## У ролях
- Тім Голт — Джим Драммонд
- Вірджинія Вейл — Аліса Тремейн
- Рей Вітлі — Смокі
- Емметт Лінн — Воппер
- Лерой Мейсон — Дж. Р. Ранкін
- Говард С. Гікман — Рой Тремейн
- Ерні Адамс — Грілі
- Френк ЛаРу — Френк Гіггінс
- Рей Беннетт — Сем Деггет
- Том Лондон — бандит Монах Сондерс
- Ед Кессіді — шериф